# Casa Fornés
La Casa Fornés, o Cal Fornés, és un habitatge del municipi de Reus (Baix Camp). L'edifici està protegit com a bé cultural d'interès local.

## Descripció
L'arquitecte Pere Caselles va voler buscar la màxima entrada de llum natural a l'habitatge pels escassos metres lineals de façana disponibles, i aconseguí un resultat en què domina el buit sobre el ple. A la planta baixa sota un arc de pedra escarser amb muntants imitant pilastres amb capitells motllurats, s'hi inclou l'accés a l'escala de veïns i al local comercial. Als extrems de l'arc, dos medallons mostren l'any de construcció de l'edifici, 1914, i les inicials del seu propietari PF. La primera planta l'ocupa un ampli arc de mig punt d'obra vista amb un ampli balcó El tancament del balcó conserva la fusteria original, i té un interessant disseny de línies simètriques que ajuda a donar més valor plàstic a la façana, que sembla inspirat en la casa Ciamberlani que Paul Hankar construí a Brussel·les el 1897. La pedra clau de l'arc i les dues impostes són de pedra decorada amb motius florals. També és de pedra la superfície de la façana no decorada. Les dues plantes superiors tenen balcons que ocupen tota l'amplada de la façana, però amb les obertures tripartides per estrets pilars d'obra que volen emfatitzar la verticalitat de l'edifici. La solució compositiva de la façana la retrobarem, vuit anys després, aplicada al número 29 del raval Sant Pere.

## Història
Pau Fornés i Marca va encarregar l'edifici d'habitatges a l'arquitecte Pere Caselles, que el construí el 1914.